# Цимлянское водохранилище
Цимля́нское водохранилище — единственное водохранилище на реке Дон. Расположено в Волгоградской и Ростовской областях. Образовано созданием плотины у современного города Цимлянска в 1952 году (Строительство началось в 1948 году). Полное заполнение водохранилища произошло в 1953 году. После создания водохранилища годовой сток Дона уменьшился с 29 до 18 кубических километров.
Подпор от Цимлянской плотины распространяется вверх по течению на 360 км, примерно до устья реки Иловли. Полный объём водохранилища равен 23,8 км³, из которых 11,5 км³ составляют полезный объём; площадь зеркала 2702 км². Наибольшая ширина водохранилища 38 км, наибольшая глубина 30 м. Максимальная сработка водохранилища составляет 5,0 м.
Чаша водохранилища представляет собой котловину с тремя расширениями, приуроченными к устьям рек Чир, Аксай Курмоярский и Цимла. Большая часть водохранилища (67 %) входит в административные границы Волгоградской, меньшая — в Ростовской области. В водохранилище впадает более 10 рек. Средний многолетний расход в створе плотины 650 м³/с, попуск в Нижний Дон составляет 400—450 м³/с.
20 октября 2020 года стало известно, что уровень воды в Цимлянском водохранилище опустился до отметки 32,05 м Балтийской системы при нормальном подпорном уровне в 36 м. Этот уровень стал минимальным за все время эксплуатации водохранилища.

## Цели создания
1. Обеспечение глубины, необходимой для транзитного судоходства по Волго-Донскому водному пути.
2. Создание условий для самотёчного орошения засушливых земель по рекам (нижнему) Дону, Салу и Манычу и других земель, прилегающих к Цимлянскому водохранилищу и трассе Волго-Донского судоходного канала.
3. Получение электроэнергии на ГЭС при гидроузле.

## Зона затопления
Под водохранилище занята территория общей площадью в 263,6 тыс. га, в том числе: усадьбы и огороды 9,6 тыс. га; сады и виноградники 0,7 тыс. га; сенокос 71,1 тыс. га; выгон 78,2 тыс. га; лес и кустарники 30,1 тыс. га. В зону подтопления попали 164 сельских населённых пункта и частично город Калач-на-Дону. Общее количество переселённых дворов 13 716, мелких промышленных объектов 507 с количеством строений 1 644. При заполнении водохранилища под водой оказался исторический памятник — хазарская город-крепость Саркел.
В зону затопления попали участки железнодорожной линии Волгоград — Лихая на перегоне разъездов Дмитриевка — Кумовка и в местах пересечения линией подпираемых притоков Дона — рек Лиски и Донской Царицы. В связи с этим были произведены работы по переносу или укреплению насыпей дороги, а также построен новый Чирский мост через Дон. На новые места перенесён ряд участков автомобильных дорог и воздушных линий связи.
Подробности о переселении жителей описаны в книге Владимира Фоменко «Память земли».

## Использование
Водохранилище используется также для ирригации. В Волгодонске из него вытекает Донской магистральный канал (построенный одновременно с Цимлянской ГЭС), по которому вода самотёком поступает в долину Сала, где уходит по системе вторичных каналов и разбирается на орошение. Для орошения земель и обводнения в вегетационный период из водохранилища в Донской магистральный канал забирается около 2 км³ воды
Крупные порты: Волгодонск, Калач-на-Дону. На берегу водохранилища расположена Ростовская АЭС.

## Экологические последствия
Создание водохранилища привело к существенному изменению гидрологического режима Азовского моря и резкому уменьшению его продуктивности. Солёность моря до зарегулирования Дона была в три раза меньше средней солёности океана. Величина её на поверхности изменялась от 1 промилле в устье Дона до 10,5 промилле в центральной части моря и 11,5 промилле у Керченского пролива. После создания Цимлянского гидроузла солёность моря начала повышаться (до 13 промилле в центральной части).

## Достопримечательности
В 2001 году на территории Цимлянского района был организован экспедиционный краеведческий полевой лагерь. Его участники должны были проводить археологические исследования на берегу Цимлянского водохранилища, неподалёку от станицы Хорошевской. Перед участниками стояла задача – отыскать старую мощёную дорогу, которая была построена ещё во времена Петра I. В документах и старых картах того времени упоминался Петровский тракт. Он представлял собой мощённую камнем дорогу с акведуком с обеих сторон. По этому тракту в Черкасскую крепость возили мергелевые блоки во время разбора Цимлянского городища на правом берегу. Петровский тракт был специально построен для подготовки второго Азовского похода 1696 года. Его задача была соединить Воронежскую и Николаевскую верфи. Экспедиторы при проведении краеведческих походов в 1995 и 2001 годах вокруг станицы Хорошевской находили участки мощёной дороги. В 2001 году группа была поделена на три отряда. Третий отряд занимался поисками между берегом Цимлянского водохранилища и пороховыми погребами. Ими и был обнаружен подвал жилого дома с монетами XVII—XVIII веков, пуговицы, пряжки, украшения из бронзы, золота и серебра. Были найдены осколки посуды. Также был обнаружен каменный подвал со стороны Цимлянского водохранилища.